# ナジェージダ・プレヴィツカヤ

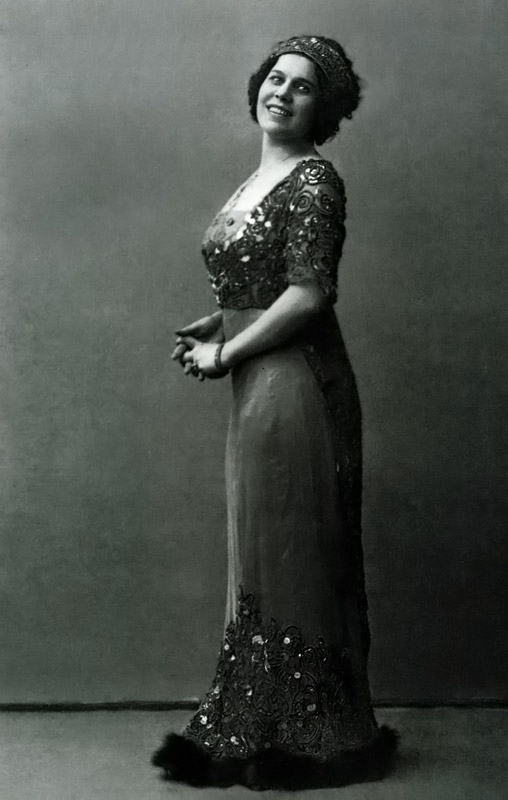
ナジェージダ・プレヴィツカヤ

ナジェージダ・ヴァシーリエヴナ・プレヴィツカヤ（ロシア語: Надежда Васильевна Плевицкая, ラテン文字転写: Nadezhda Vasilievna Plevitskaya, 1884年1月17日 – 1940年10月1日）は、白系ロシア人に最も人気のあったロシア人女性民謡歌手。旧姓はヴィンニコヴァ（ロシア語: Винникова, ラテン文字転写: Vinnikova）。一方でソ連の諜報員として活動し、西側で亡命者の誘拐にかかわり逮捕された。

## 生い立ちと初期の活動
クルスク近郊ヴィンニコヴォ村の農家に生まれ、ナジェージダ・ヴァシリエヴナ・ヴィンニコヴァとして育つ。歌うことが大好きで、聖歌隊員として2年間過ごした後、キエフに出て職業歌手になる。キエフでポーランド人ダンサーのエドモンド・プレヴィツキーと結婚して姓が変わった。間もなく2人でモスクワに移り、プレヴィツカヤはジプシー楽団と美人の女性歌手で有名なレストラン「ヤル」に出演するようになり、演奏旅行にも出た。1909年にはニジニー・ノヴゴロドの市の日の音楽会で、名テノール歌手のレオニード・ソビノフに見出されたのがきっかけで、より幅広い層の聴衆の注目を惹くようになり、間もなく皇族やフョードル・シャリアピンも聞き手に加わった。
重騎兵のシャンギン中尉とも結婚したが、夫は1915年1月に戦死している。ロシア革命後は共産党に入党してボリシェヴィキに加わり、赤軍の師団のために歌い続けた。1919年にニコライ・スコブリンが指揮する白軍の部隊によって捕えられたが、白軍が敗北すると、スコブリンのトルコへの亡命に妻として従った。

## 後半生

### 西欧への亡命
プレヴィツカヤは、ヨーロッパの各地で演奏旅行を行い、1926年にはアメリカ合衆国でセルゲイ・ラフマニノフの伴奏で歌っている。ラフマニノフはプレヴィツカヤの歌でロシア民謡「私の白粉よ、頬紅よ」（Белилицы, румяницы, вы мой）を知り、『3つのロシアの歌』作品41の原曲に使った。その間スコブリン少将は、白系ロシア人組織「ロシア全軍連合」（ROVS）で指導的役割を果たしていた。だがどちらの活動も、プレヴィツカヤにもスコブリンにも大した収入にはならなかった。プレヴィツカヤは、西側の裕福な女性が身に着けるような上質の毛皮や宝石を好んだことが知られており、そのためにソ連のために働くように夫に催促したのだった。

### ソ連の諜報員
プレヴィツカヤとスコブリンは1930年に、スターリン体制下の秘密警察である国家政治保安部（内務人民委員部やソ連国家保安委員会の前身）に採用された。プレヴィツカヤは、スコブリンに誘惑されるまでには進んでボリシェヴィキに加わっており、ソ連の手先として働くことについてほとんど良心の呵責というものを覚えなかった。どちらにせよプレヴィツカヤとスコブリンは、ソ連情報部の熟練した諜報員として働いたのである。
さしあたって2人は西欧における任務に起用された。2人は成功した結果、周期的にソ連に潜入するようになり、モスクワで「グロゾフスキー夫妻」を演じて、「スターリンの敵」を狩り出そうとする内務人民委員部のために実入りの良い対敵諜報活動に取り組んだ。「グロゾフスキー夫人」ことプレヴィツカヤは、さまざまに身をやつしてソ連中央執行部や外国貿易人民委員に勤め、非常にお洒落な着こなしのタイピストや事務官としてソ連の政府機関に出入りした。しかもマニキュアや宝飾品、上質の皮革製品でばっちり着飾っていた。それでいて、出先機関の人員の活動や状態については忠実に報告書を作成した。
プレヴィツカヤとスコブリンは、1937年の「ミレル大将誘拐事件」にも連坐した。ミレル大将はパリで拉致されて薬で眠らされ、モスクワに送還されてから、19ヵ月にわたる拷問の末、1938年に秘密裁判ののち処刑された。スコブリンは誘拐事件を起こすとソ連の援助でバルセロナに逃げ込み、フランスはスコブリンの身柄引き渡しを要求したものの、スペイン人民政府はソ連の援助を受けていた手前これを拒否している。プレヴィツカヤは、常にソ連大使館の公用車（キャデラック）に乗り込み、秘密警察の運転手をお抱えにして国内で活動を続けていたものの、いつもフランス警察のシトローエンに追われていた。パリ郊外では高速カーチェイスで何とか警察の追跡を撒けたものの、スペイン国境を超える直前に逮捕されてしまう。
誘拐事件を問われた際にはプレヴィツカヤは、無関係であるふりをしてソ連のスパイとしての活動を否認するも、証拠が自宅のアパルトマンで見つかり、有罪の決め手となってしまう。1938年に禁錮20年の刑期が宣告され、レンヌ刑務所に収監されたが、1940年秋に死去した。死因は心臓病とされたものの不審な点も多く、今日でも疑問や論争の的となっている。アメリカに亡命したソ連の元スパイ、アレクサンドル・オルロフによると、その後スコブリンはプレヴィツカヤに日付のない「恋文」を書き送り、秘密警察の手先としての自分の活動範囲について自白することのないように請願したため、服役中のプレヴィツカヤは沈黙を守ったと言われている。
プレヴィツカヤの物語は、ウラジーミル・ナボコフによって小説化され、2004年にはエリック・ロメール監督により『三重スパイ』として映画化された。

## 註記
1. 1 2 3 4  Barmine, Alexander, One Who Survived, New York: G.P. Putnam (1945), pp. 232-233
2. ↑  Orlov, Alexander, The March of Time, St. Ermin's Press (2004), ISBN 1903608058